# Ситарас (дем Гревена)
Ситарас, още Ситово или Житово (на гръцки: Σιταράς, до 1927 година: Σίτοβο, Ситово), е село в Република Гърция, дем Гревена, област Западна Македония.

## География
Селото е разположено на 745 m надморска височина 20-ина километра южно от град Гревена, в северното подножие на планината Хасия, част от планинската верига Пинд.

## История

### В Османската империя
В края на ХІХ век Ситово е гръцко християнско село в южната част на Гребенската каза на Османската империя. Според статистиката на Васил Кънчов през 1900 година в Ситово живеят 230 гърци.
На Етнографската карта на Битолския вилает на Картографския институт в София от 1901 година Ситово е чисто гръцко село в Гревенската каза на Серфидженския санджак с 45 къщи.
Според статистика на Серфидженския санджак на гръцкото консулство в Еласона от 1904 година в Ситовон (Σίτοβον), Гревенска каза, живеят 140 гърци елинофони християни.

### В Гърция
През Балканската война в 1912 година в селото влизат гръцки части и след Междусъюзническата в 1913 година Ситово влиза в състава на Кралство Гърция.
През 1927 година името на селището е сменено на Ситарас, тоест Житово.
Годишният селски събор на 7 юли е свързан с храмовия празник на селската църква „Света Неделя“.
Населението произвежда жито, като се занимава частично и със скотовъдство.
| Име           | Име             | Ново име  | Ново име  | Описание                  |
| ------------- | --------------- | --------- | --------- | ------------------------- |
| Голнас        | Γκόλνας         | Гимнос    | Γυμνός    |                           |
| Аладжа Цекури | Ἀλατσα Τσέκουρη | Алатистра | Ἁλατίστρα | връх (722 m) Ю от Ситарас |
| Стратика      | Στρατίκα        | Стратики  | Στρατίκι  |                           |
| Пулкоро       | Πούλκορο        | Веланидия | Βελανιδιά |                           |

| Година    | 1913 | 1920 | 1928 | 1940 | 1951 | 1961 | 1971 | 1981 | 1991 | 2001 | 2011 | 2021 |
| --------- | ---- | ---- | ---- | ---- | ---- | ---- | ---- | ---- | ---- | ---- | ---- | ---- |
| Население | 178  | 160  | 176  | 207  | 195  | 186  | 117  | 101  | 63   | 84   | 20   | 10   |

## Личности
Родени в Ситарас
- Димитрис Рингос (1940 - 2013), лекар и политик